# 可愛い花嫁さん
『可愛い花嫁さん』（Flirty Birdy、 1945年9月22日公開、劇場公開時『イカレ鳥の巻』）は、「トムとジェリー」の作品の一つ。日本においてはパブリックドメインである。

## スタッフ
- 監督 - ウィリアム・ハンナ、ジョセフ・バーベラ
- 製作 - フレッド・クインビー(初公開版ではクレジット無し)
- 作画 - ケネス・ミューズ、レイ・パターソン、アーヴン・スペンス、バーニー・ポスナー(クレジット無し)
- 音楽 - スコット・ブラッドリー

## 作品内容
チーズをちぎっては置き、ちぎっては置きを繰り返しジェリーを罠まで誘き寄せるトム。チーズに目がないジェリーは案の定仕掛けに嵌り、トムに食べられそうになる。そこへ一羽の雄ワシが現れ、トムお手製の「ネズミサンドイッチ」を奪い去ってしまう。トムはジェリーを取り返そうとするが、腕っ節の強いワシに全く歯が立たない。
ワシにぶん投げられた弾みでトムは人の家の洗濯物に引っかかる。そこでたまたま手に入れた花柄の服と刷毛箒を見たトムは名案を思い付く。それは雌の鳥に変装してワシをおびき寄せ、その隙にジェリーを取り返そうというものだった。
食べられまいと抵抗を繰り返すジェリーと争っていたワシを誘惑するトム。その奇抜な女装にすっかり惚れ込んでしまったワシからジェリーを奪い返すべく接近するが、そこからいつものドタバタ劇へと発展していく。
「彼女」を花嫁にしようとあの手この手でアタックするワシ、それをかわしつつジェリーを捕まえようとするトムであったが、一枚上手のジェリーはトムをワシに対する彼と同じやり口で出し抜く。遂にはトムが窓の扉に激突して気を失ってしまい、その隙にジェリーはトムの片足を縄で縛る。気がついたトムは慌ててワシから逃げようとするが、時すでに遅し、ジェリーがワシにトムの足を縛った縄を持たせたために、トムはとうとうワシに捕まってしまう。
暮れなずむ空の下、木の上の新居で「夫」が見守る中、孵りゆく卵に当たりそうになりつつもせっせと編み物に勤しむ「花嫁」の姿があった。

## 登場キャラクター
トム
捕まえようとしたジェリーを雄ワシに横取りされたことに腹を立て、自身が女装し雌鳥に化ける方法でジェリーを取り返そうとするも、最後は逆に自身が雄ワシに捕まり花嫁にされてしまう。
ジェリー
トムに食べられそうになるも、雄ワシに横取りされたことを逆手にとってトムを挑発。最後は女装し雌鳥に化けたトムの片足を縄で縛り、その縄を雄ワシに持たせてトムを「ワシの嫁」として拘束させた。
雄ワシ
ジェリーを捕まえ食べようとしていたトムに介入してジェリーを奪ったのをきっかけに「トムを交えたジェリー争奪戦」を始める。最後は雌鳥に化けたトムを捕まえて「自身の嫁」にした。豪腕だが性格は単純で騙されやすく、トムの女装にも最後まで気付くことはなかった。